# Heterarthrus
Heterarthrus is een geslacht van  echte bladwespen (familie Tenthredinidae).

## Soorten
- H. aceris (Kaltenbach, 1856)
- H. cuneifrons Altenhofer & Zombori, 1987
- H. flavicollis (Gussakovskij, 1947)
- H. fruticicolum Ermolenko, 1960
- H. imbrosensis Schedl, 1981
- H. leucomela (Klug, 1818)
- H. microcephalus (Klug, 1818)
- H. nemoratus (Fallen, 1808)
- H. ochropoda (Klug, 1818)
- H. tauricus Ermolenko, 1984
- H. vagans

Elzeschijfmineerwesp (Fallen, 1808)
- H. wuestneii (Konow, 1905)